# Bissiga (Saponé)
Pour les articles homonymes, voir Bissiga.
Bissiga est une commune rurale située dans le département de Saponé de la province du Bazèga dans la région du Centre-Sud au Burkina Faso.

## Santé et éducation
Le centre de soins le plus proche de Bissiga est le centre médical de Saponé.